# Sternula superciliaris
El charrancito amazónico, gaviotín fluvial, gaviotín chico o gaviota pico amarillo  (Sternula superciliaris) es una especie de ave caradriforme de la familia Sternidae que se encuentra en Argentina, Bolivia, Brasil, Colombia, Ecuador, Guayana francesa, Guyana, Panamá, Paraguay, Perú, Surinam, Trinidad y Tobago, Uruguay y Venezuela.

## Hábitat
Vive en los ríos y lagos de agua dulce, por debajo de los 500 m de altitud.

## Descripción
El charrancito amazónico mide hasta 25 cm de longitud y pesa unos 46 g. El plumaje reproductivo es gris pálido con 4 a 5 plumas primarias externas negruzcas que forman una cuña estrecha en el extremo del ala. La coronilla, la nuca y la línea ocular son negras. La frente y las partes inferiores son blancas. El plumaje no reproductivos y de los individuos inmaduros es con la cabeza principalmente blanca estriada de negro en la nuca y alrededor de los ojos. El pico es amarillo robusto, en estado no reproductivo con un apéndice parduzco. Las patas son de color amarillo opaco.

## Alimentación
Se alimenta de peces y anfibios pequeños que captura mediante zambullidas; se clava en el agua para capturar rápidamente a su presa.

## Reproducción
Las hembras pone de dos a tres huevos de color castaño, con manchas pardas y grises distribuidas por toda la superficie.